# Åtvidabergshuset

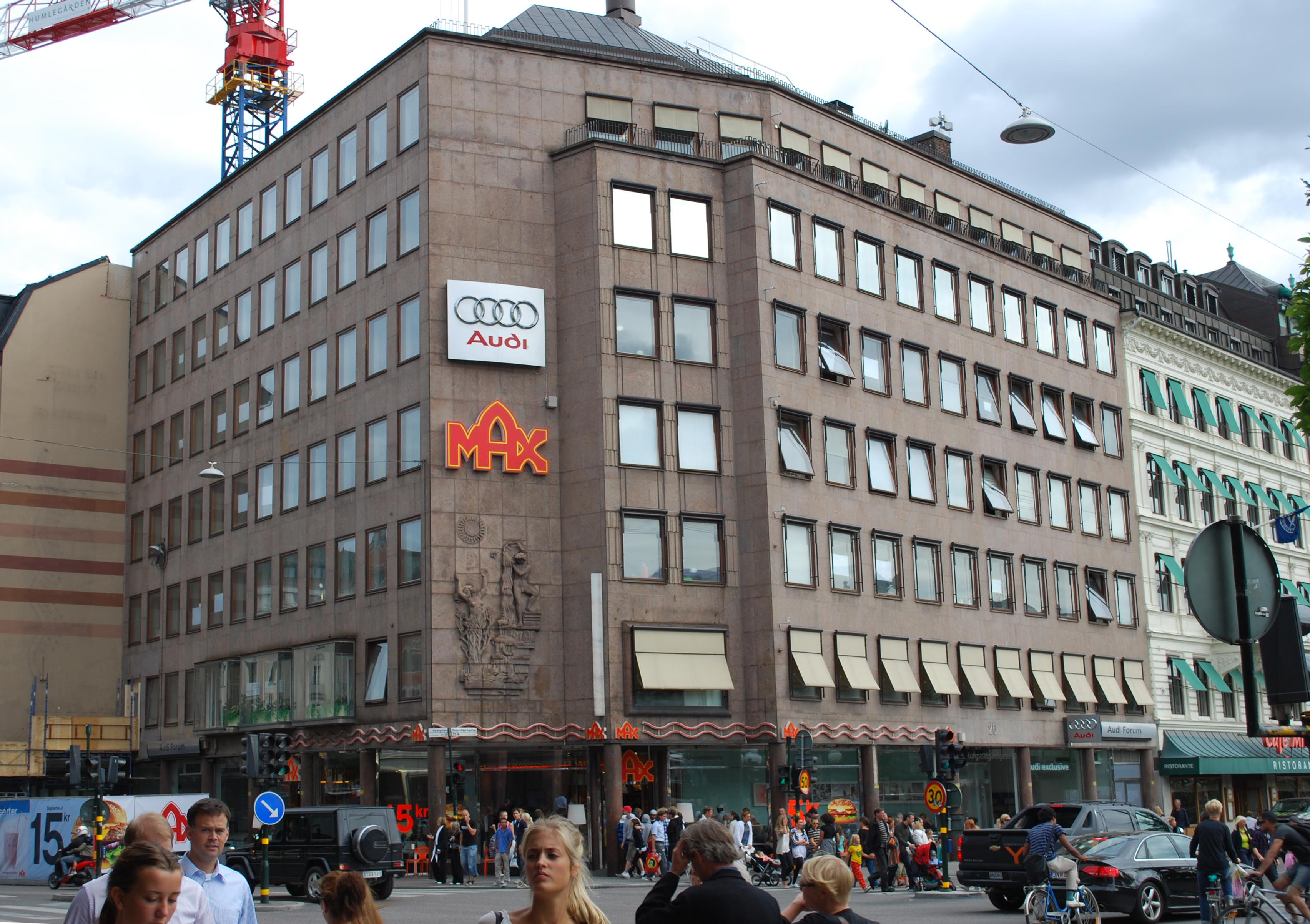
Åtvidabergshuset

Åtvidabergshuset är byggnaden i hörnet Kungsträdgårdsgatan 20 och Hamngatan i Stockholm.
Åtvidabergs Industrier och Skånska banken stod som gemensamma byggherrar då man lät riva det Davidsonska palatset på tomten. Mellan åren 1943 och 1945 restes ett nytt åtta våningar högt kontorshus enligt Ivar Tengboms ritningar. Hörnet på den grå-röda granitfasaden pryddes med en skulpturrelief föreställande en allegori av de fyra elementen, utförd av Ivar Johnsson.
Byggherrarna delade på kontorsutrymmena. I bottenvåningen fanns både banksal för Skånska banken (till en början endast med ingång från Hamngatan) samt utställningslokal för Åtvidabergs Industrier. Depositionsvalvet placerades i källaren.
I dag (2010) återfinns Hannes Snellman Advokatbyrå, Max och Audis utställningslokal i byggnaden.